# Tramlijn 1 (Antwerpen)
De Antwerpse tramlijn 1 is een tramlijn die sinds zondag 8 december 2019 de Luchtbalkazerne aan de Havana-site via de Noorderlaan en verder via de Leien en de Bolivarplaats aan het Gerechtsgebouw Antwerpen met de overstaphalte Zuid vlak bij het Antwerpse Zuidstation verbindt.

## Traject
Vanaf de P+R Luchtbal bij de Havana-site en de kazerne Luchtbal langs de Noorderlaan - Kempenstraat - Noorderplaats - Italiëlei - Frankrijklei - Britselei - Amerikalei naar de Bolivarplaats en verder via de Brusselstraat naar de overstaphalte Zuid aan de kruising van de Brederodestraat met de Montignystraat.

## Geschiedenis
De tramlijn heeft in het verleden reeds van 2 september 1902 tot 14 juli 1965 de Antwerpse Zuidstatie aan de Bolivarplaats met het Station Antwerpen-Dokken en -Stapelplaatsen aan de Noorderplaats verbonden voor ze verbust werd. Oorspronkelijk reed de tram 'tegen de richting', omdat de Leien toen als drie aparte straten werden aanzien. In 1934 werd de rijrichting omgekeerd, met als resultaat dat de reizigers op de rijbaan moesten uitstappen en daarbij de parallelweg moesten oversteken. De toenmalige tramlijn had een wit koersbord met zwarte letters en nummering.
Op het traject tussen de Bolivarplaats en de Rooseveltplaats reed van 3 juni 2017 tot 7 december 2019 tram 8 en vanaf de halte Bres tot de Rooseveltplaats rijdt tevens tram 10. Bus 13 en 14 volgen ook het traject van de historische tram 1 grotendeels tot de Noorderplaats. Aan de andere kant wordt doorgereden naar Hoboken en Hemiksem.
Vanaf maandag 23 maart 2020 tot en met donderdag 14 mei reed tramlijn 1 wegens een tekort aan personeel in verband met de Coronacrisis in België maar om het half uur (30 minuten). Op vrijdag 15 mei 2022 begonnen de scholen weer stilaan te openen en werd ook het tramverkeer hierop aangepast.
Op 9 juni 2022 werd de halte Cadix geopend.

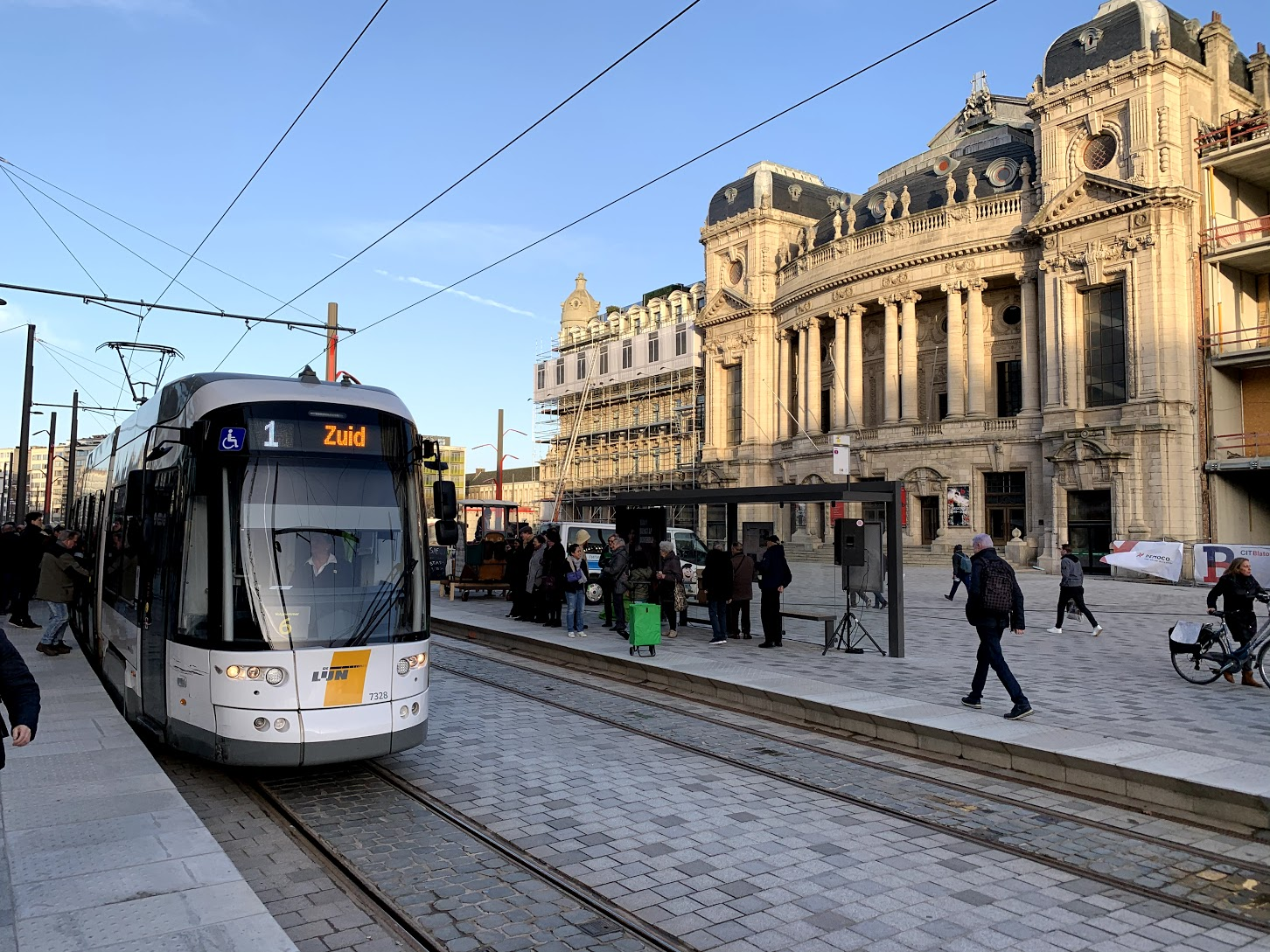
Tram 1 aan de halte Opera op 8 december 2019
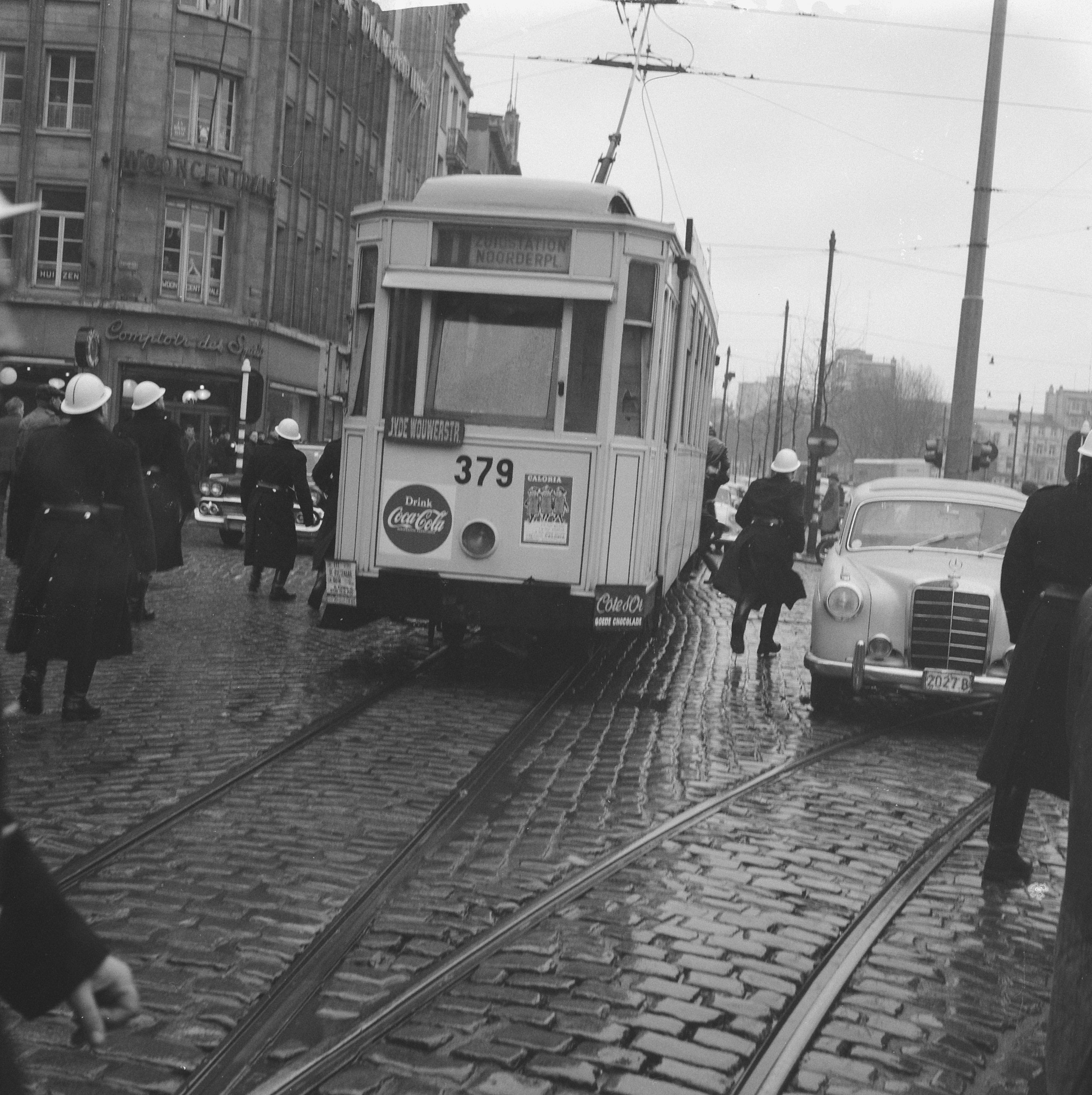
Motorwagen 379 op lijn 1; 1960.

## Toekomst

### Plan 2021
Volgens plan 2021 zou vanaf eind 2021 de huidige tramlijn 1 als lijn M1 geen veranderingen ondergaan (Zie ook Nethervorming basisbereikbaarheid). Er werd besloten om dit plan uit te stellen omdat er eerst voldoende nieuwe trams moeten zijn voor dit plan wordt uitgevoerd.

## Materieel
Op deze lijn rijden 5-delige Albatrossen, Hermelijnen en Stadslijners.

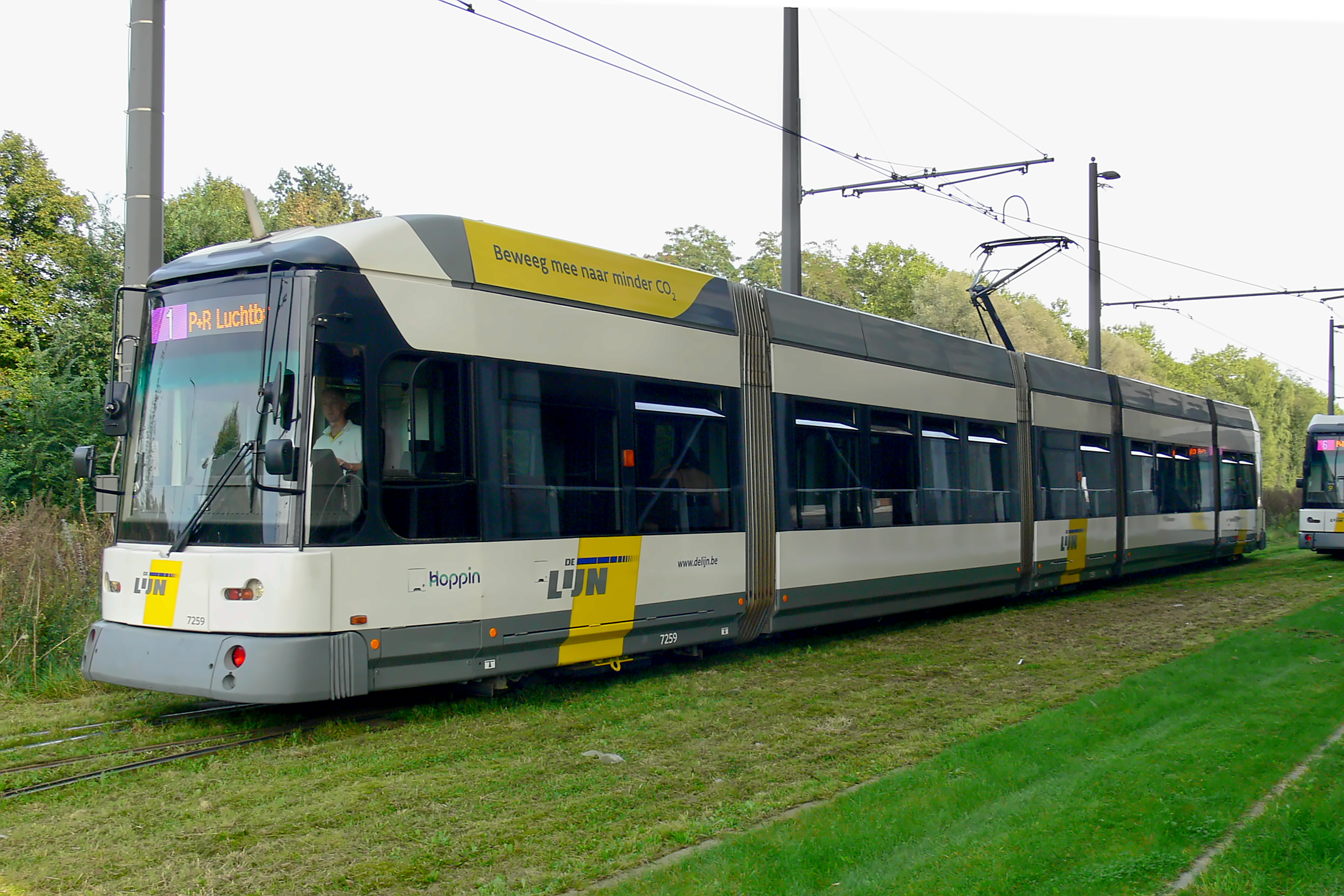
Hermelijn (Siemens MGT6-1) nr 7259 op lijn 1 P+R Luchtbal - Zuid aan de P+R Luchtbal

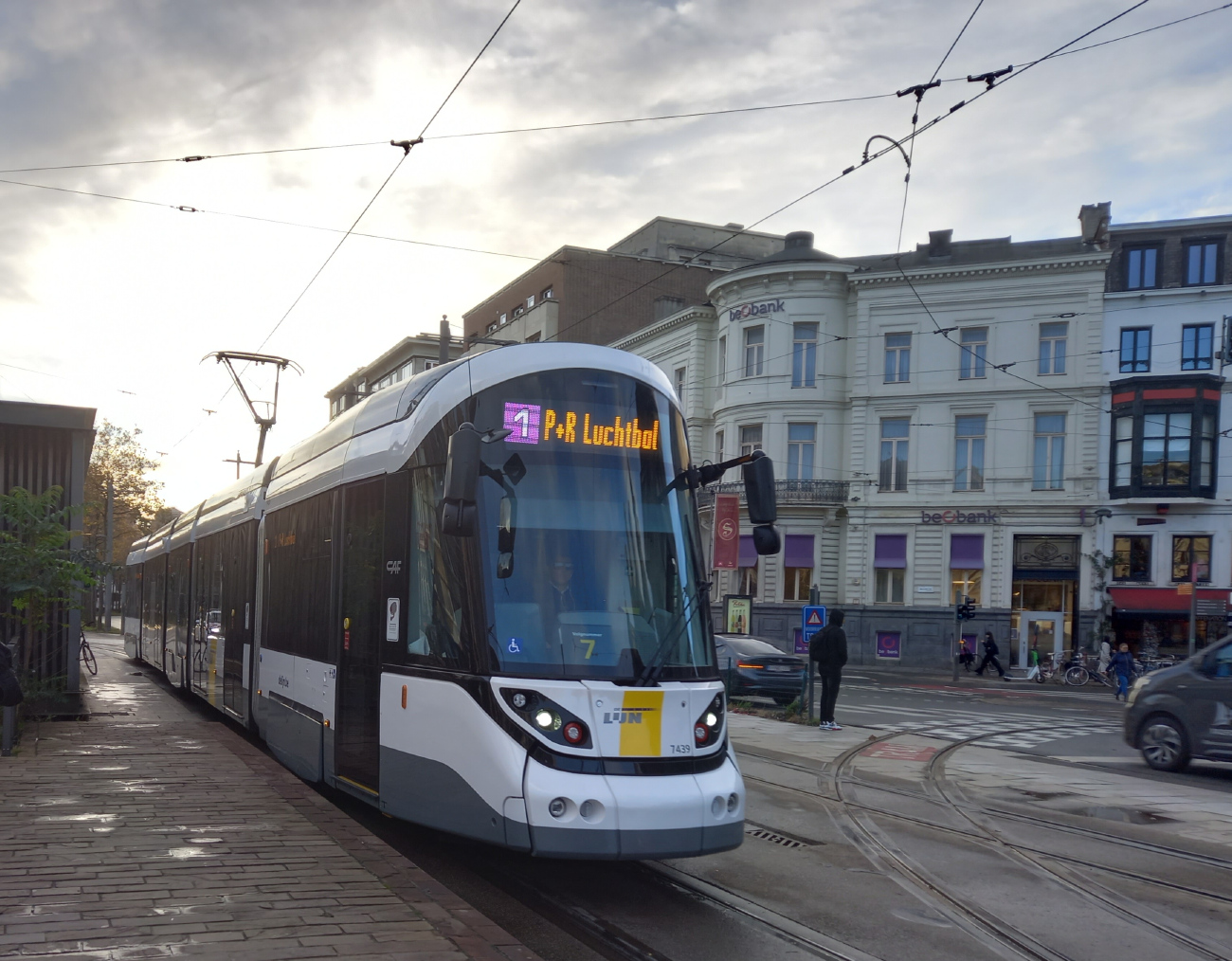
Stadslijner (Urbos 100) Nr 7439 op lijn 1 Zuid - P+R Luchtbal

## Kleur
De kenkleur van de eerste lijn was een zwart cijfer 1 op een witte achtergrond. De kenkleur van de huidige tramlijn is een wit cijfer 1 op een paarse achtergrond: . De komende lijn M1 krijgt een witte tekst op een donkerblauwe achtergrond: M1